# Tariq Lamptey
Tariq Kwame Nii-Lante Lamptey (Londres, Inglaterra, Reino Unido, 30 de septiembre de 2000) es un futbolista británico, nacionalizado ghanés, que juega en la demarcación de defensa para el Brighton & Hove Albion F. C. de la Premier League.

## Trayectoria
Tras formarse en las filas inferiores del Chelsea F. C. desde los seis años, finalmente en 2019 ascendió al primer equipo, haciendo su debut el 29 de diciembre en un encuentro de la Premier League contra el Arsenal F. C. tras sustituir a Fikayo Tomori en el minuto 59, obteniendo la victoria por 2 a 1. Un mes después, el Brighton & Hove Albion F. C. hizo oficial su fichaje hasta junio de 2023.

## Selección nacional
Después de haber jugado con Inglaterra en categorías inferiores, optó por representar a Ghana en categoría absoluta. Debutó el 23 de septiembre de 2022 en un amistoso ante Brasil que perdieron por tres a cero.

### Participaciones en Copas del Mundo
| Mundial           | Sede  | Resultado      | Partidos | Goles |
| ----------------- | ----- | -------------- | -------- | ----- |
| Copa Mundial 2022 | Catar | Fase de grupos | 2        | 0     |

## Clubes
| Club                         | País       | Año       | Partidos | Goles |
| ---------------------------- | ---------- | --------- | -------- | ----- |
| Chelsea F. C.                | Inglaterra | 2019-2020 | 3        | 0     |
| Brighton & Hove Albion F. C. | Inglaterra | 2020-     | 122      | 5     |